# International Soccer League 1963
La International Soccer League 1963 fue la IV edición de la competición. Contó con la participación de 14 equipos, los cuales se dividieron en dos grupos. El primer lugar de cada grupo se enfrentó en la final, la cual se disputó a dos juegos.
El campeón del torneo fue el West Ham United Football Club de Inglaterra, quien logró su primer título de liga tras vencer al Górnik Zabrze de Polonia, por marcador de 1 gol a 1 en el primer partido y 1 gol a 0 en el segundo.

## Posiciones

### Grupo 1
| Equipo             | PJ | PG | PE | PP | GF | GC | Pts |
| ------------------ | -- | -- | -- | -- | -- | -- | --- |
| West Ham United    | 6  | 3  | 2  | 1  | 14 | 10 | 8   |
| A.C. Mantova       | 6  | 3  | 1  | 2  | 15 | 10 | 7   |
| Kilmarnock F.C.    | 6  | 2  | 3  | 1  | 17 | 13 | 7   |
| Sport Recife       | 6  | 2  | 2  | 2  | 13 | 13 | 6   |
| Preussen Munster   | 6  | 3  | 0  | 3  | 13 | 16 | 6   |
| Club Deportivo Oro | 6  | 1  | 2  | 3  | 13 | 18 | 4   |
| Valenciennes FC    | 6  | 2  | 0  | 4  | 8  | 13 | 4   |

### Grupo 2
| Equipo          | PJ | PG | PE | PP | GF | GC | Pts |
| --------------- | -- | -- | -- | -- | -- | -- | --- |
| Gornik Zabrze   | 6  | 4  | 1  | 1  | 17 | 6  | 9   |
| Dinamo Zagreb   | 6  | 3  | 1  | 2  | 14 | 11 | 7   |
| Wiener AC       | 6  | 3  | 1  | 2  | 12 | 13 | 7   |
| Ujpest Dosza    | 6  | 3  | 0  | 2  | 10 | 10 | 7   |
| Belenenses      | 6  | 1  | 3  | 2  | 7  | 8  | 5   |
| Real Valladolid | 6  | 2  | 1  | 3  | 9  | 15 | 5   |
| Helsingborg     | 6  | 1  | 1  | 4  | 10 | 14 | 3   |

## Copa
La copa American Callenge fue ganada por el club Dukla Praga quien derrotó al West Ham United Football Club por un marcador global de 2 goles a 1, el primer encuentro terminó con un marcador de 1-0 a favor de los checoslovacos y el segundo con empate 1-1.